# 斯佩西亭
斯佩西亭（英語：Speciociliatine）是存在于卡痛树中主要生物碱，其为哥冬树中的另一种主要生物碱帽柱碱的立体异构体。在干叶片中含量为0.00156- 2.9%。为一种阿片样肽受体配体。

## 药理作用
已知斯佩西亭是μ-阿片样肽受体和κ-阿片样肽受体的配体，但其起到激动剂还是竞争拮抗剂作用目前存在争议。
在雄性实验大鼠身上测试表明，口服20 mg/kg斯佩西亭后，斯佩西亭的消除半衰期为2.6 - 5小时，绝对生物利用度为20.7%。